# Temuri Ketsbaia
Temuri Ketsbaia (en géorgien : თემურ ქეცბაია) est un footballeur géorgien né le 18 mars 1968 à Gali, désormais reconverti comme entraîneur.

## Palmarès

### Comme entraîneur
| Anórthosis Famagouste - Championnat de Chypre (2) : - Champion : 2005, 2008 - Coupe de Chypre (2) : - Vainqueur : 2007, 2021 - Supercoupe de Chypre (1) : - Vainqueur : 2007 |